# Registreringsskyltar i Österrike
Registreringsskyltar i Österrike används på de flesta vägfordon. Österrike har landskoden A.

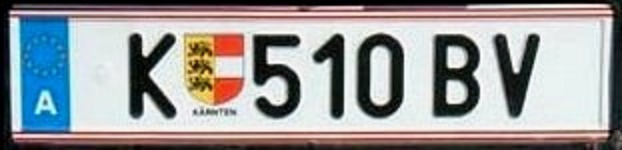
Österrikisk registreringsskylt för en fordonsägare bosatt i Klagenfurt (K) som är huvudstaden (förkortning med bara en bokstav) i förbundslandet Kärnten (beakta vapenskölden)

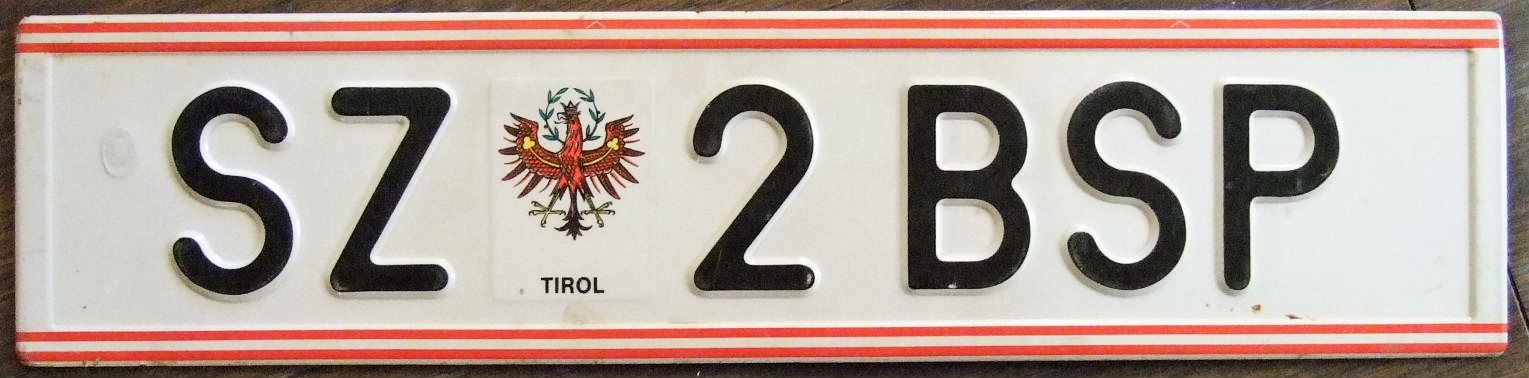
Registreringsskylt 1990−2002 från distriktet Schwaz (SZ) i förbundslandet Tyrolen med en siffra och tre bokstäver, utan EU-märke och lite bredare typsnitt än idag

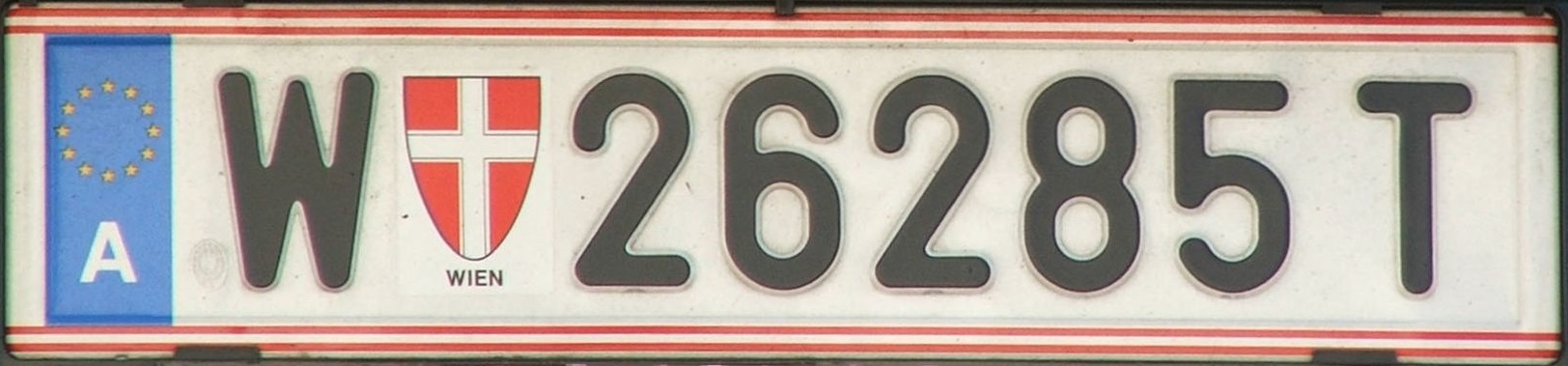
Registreringsskylt från Wien (W) med fem siffror och en bokstav.

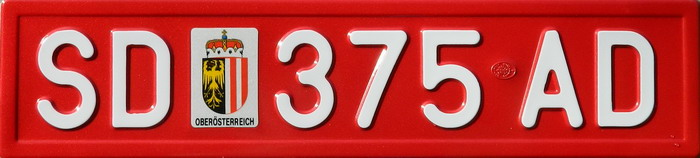
Täckningskod från Schärding (SD) i förbundslandet Oberösterreich - Avsedd för utlandsregistrerade släpvagnar bakom österrikisk-registrerad bil.

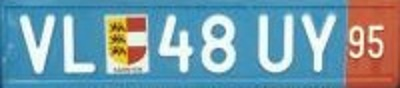
Tillfällig registreringsskylt
(VL = Villach-Land; 1995)

Österrikiska registreringsskyltar har sedan 1990 vit botten och svarta tecken. Längst upp och längst ner finns det dubbla smala röda streck och sedan 2002 utfärdas endast EU-skylt.
Registreringsnumret består av en eller två bokstäver, som är en förkortning för namnet av distriktet där bilen är registrerad. Förbundsländernas huvudstäder och förbundshuvudstaden Wien förkortas med en bokstav, medan alla andra distriktsnamn förkortas med två bokstäver.
Efter distriktskoden sitter en vapensköld som kännetecknar förbundslandet där bilen är registrerad (förbundslandet i vilken registreringsdistriktet är beläget). Därefter finns en kombination av siffror och bokstäver som tilldelas löpande i varje distrikt. Utformningen av denna kombination varierar mellan de olika distrikten.
Nyare registreringsskyltar visar vanligtvis en kombination av tre siffror och två bokstäver (XX 123 AB) men i Wien förekommer fem siffror och en bokstav (t.ex. W 12345 A) och i Innsbruck finns det registreringsskyltar med fyra siffror och två bokstäver (till exempel I 1234 AB). Numren börjar inte med siffran 0. Före år 2002 var kombinationerna mer varierande mellan de olika distrikten, till exempel:
till 2002
- BR 1 ABC på ett fordon från Braunau (BR)
- WE 12 AB på ett fordon från Wels (WE)
- LF 123 A på ett fordon från Lilienfeld (LF)
- G 12 ABC på ett fordon från Graz (G)
- K 123 AB på ett fordon från Klagenfurt (K)
- I 1234 A på ett fordon från Innsbruck (I)

från 2003
- W 1234 AB på ett fordon från Wien (W)
- KU 123 AB på ett fordon från Kufstein (KU)

Vanligtvis används olika serier för de olika skyltformaten, till exempel tre siffror och två bokstäver för enradiga skyltar och en siffra och tre bokstäver för tvåradiga skyltar. Distrikten har rätt att själv bestämma vilka serier som utfärdas.
Österrikiska registreringsskyltar är ägarbundna – skyltarna tilldelas alltid till en person eller företag och inte till fordonet. När man köper en ny bil skall man använda sina gamla skyltar även på det nya fordonet.
Endast när fordonsägaren flyttar till ett annat distrikt är den tvungen att ansöka om nya registreringsskyltar som visar den respektive distriktsnamnsförkortningen. Det är alltså möjligt att se exakt varifrån i Österrike en bil härstammar, d.v.s. i vilket distrikt fordonsägaren är folkbokförd.
Om man ännu inte har EU-skyltar är det möjligt att beställa EU-skyltar med sitt registreringsnummer om man önskar använda det vidare. Annars tilldelas ett helt nytt registreringsnummer på EU-skyltar vid nästa registreringsbyte.
Som privatperson eller småföretag är det även möjligt att använda samma registreringsskyltar på maximalt tre fordon om alla fordon har samma skyltutrymme (t.ex. två personbilar med en enradig skylt fram och bak). Då får dock bara ett fordon användas i taget. ("Wechselkennzeichen" – "bytesskylt"). Samma system finns också i Schweiz. Många personer äger en "vardagsbil" och en "helgbil" och använder samma skyltar på båda fordon. Denna "halvregistrering" innebär billigare försäkring och lägre fordonsskatt jämfört med att "fullregistrera" varje bil med olika registreringsskyltar.
Sedan år 2000 tillverkas registreringsskyltar i förhand och lämnas ut till försäkringskontor. Alla ärenden om fordonsförsäkring, fordonsregistrering samt beställning av skyltar och ansökan om personliga skyltar handläggs numera hos försäkringsbolag. På försäkringskontoren finns gula skyltar bredvid ingången som anger att det handlar om en godkänd registreringsagentur. Till ett försäkringskontor levereras registreringsskyltar av hemdistriktet och högst fyra granndistrikt.
Med detta skapades mer valfrihet för fordonsägare angående fordonsförsäkring och byråkratin vid fordonsfrågor kunde minskas. För att bli godkänd som registreringsagentur måste medarbetarna på försäkringskontoren genomgå en särskild utbildningskurs och registreringsskyltarna samt fordonsdokumenten måste förvaras i kassaskåp. Distriktsnämnderna som förr var ansvariga för fordonsregistret utöver numera endast kontroll- och koordinationsverksamhet, dock måste de godkänna ansökan om personlig skylt. Alla godkända försäkringskontor har datauppkoppling till ett centralt fordonsregister där alla fordons- och ägaruppgifter sparas. Det finns faktiskt alla tekniska förutsättningar att lägga om hela fordonsregistret till ett system utan regional uppdelning men detta blev inte till eftersom federalismen och lokal identitet spelar en stor roll i Österrike.
Sedan året 2010 är det även möjligt att registrera fordonen och teckna fordonsförsäkring hos fordonshandlarna som i sin tur måste teckna ett avtal med försäkringsbolagen om detta. 
I några distrikt tilldelas särskilda bokstavskombinationer till särskilda fordonsägare, t.ex. i Wien (W):
- W xxxx BE = begravningsbyråer (BE = Bestattung)
- W xxxx FW = brandförsvar (FW = Feuerwehr)
- W xxxx LO = stadsbussar (LO = Linienomnibus)
- W xxxx MA = fordon ägt av Staden Wien (MA = Magistrat; särskild kommunförvaltningsmyndighet i några österrikiska städer)
- W xxxx MW = hyrbilar (MW = Mietwagen)
- W xxxx RD = privata ambulansbilar, privat sjukvård och omsorg (RD = Rettungsdienst)
- W xxxx RK = Röda Korset (RK = Rotes Kreuz)
- W xxxx TX = Taxi

mm
Regler om tilldelning av särskilda bokstavskombinationer varierar mellan de olika distrikten.
I förbundslandet Oberösterreich får fordon som är ägda av kommunala, statliga eller andra offentliga institutioner och myndigheter samt fordon av privata och ideella sjukvårdsföretag registreringsskyltar med bokstaven A, t.ex. L 1234 A (L = Linz).

Stadsbussarna i förbundslandets huvudstad Linz har registreringsskyltar i serien L 3000 B till L 3999 B och i förbundslandets näst största stad Wels (WE) har stadsbussarna skyltar i serien WE 100 H till WE 199 H.

I alla distrikt i förbundslandet Salzburg får taxibilar registreringsskyltar med bokstaven T, t.ex. S 1234 T (S = Salzburg Stad) eller ZE 123 T (ZE = Zell am See). Det finns även distrikt och hela förbundsländer där inga speciella bokstavskombinationer tilldelas: KU 100 TX (KU = Kufstein).

## Personliga skyltar

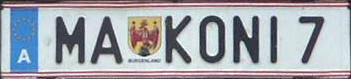
Personlig skylt från distriktet Mattersburg (MA) i förbundslandet Burgenland

I Österrike finns även personliga skyltar. På sådana skyltar finns efter distriktskoden och vapenskölden en valfri kombination av en bokstavsgrupp och en siffergrupp – omvänt som på reguljära registreringsskyltar, t.ex. L AUTO 1 eller WE AG 49 (i motsats till detta finns WE 49 AG som reguljärt registreringsnummer). Det är varken tillåtet att bara ha ett ord eller bara siffror eller att blanda bokstäver och siffror.

## Lista över distriktskoder

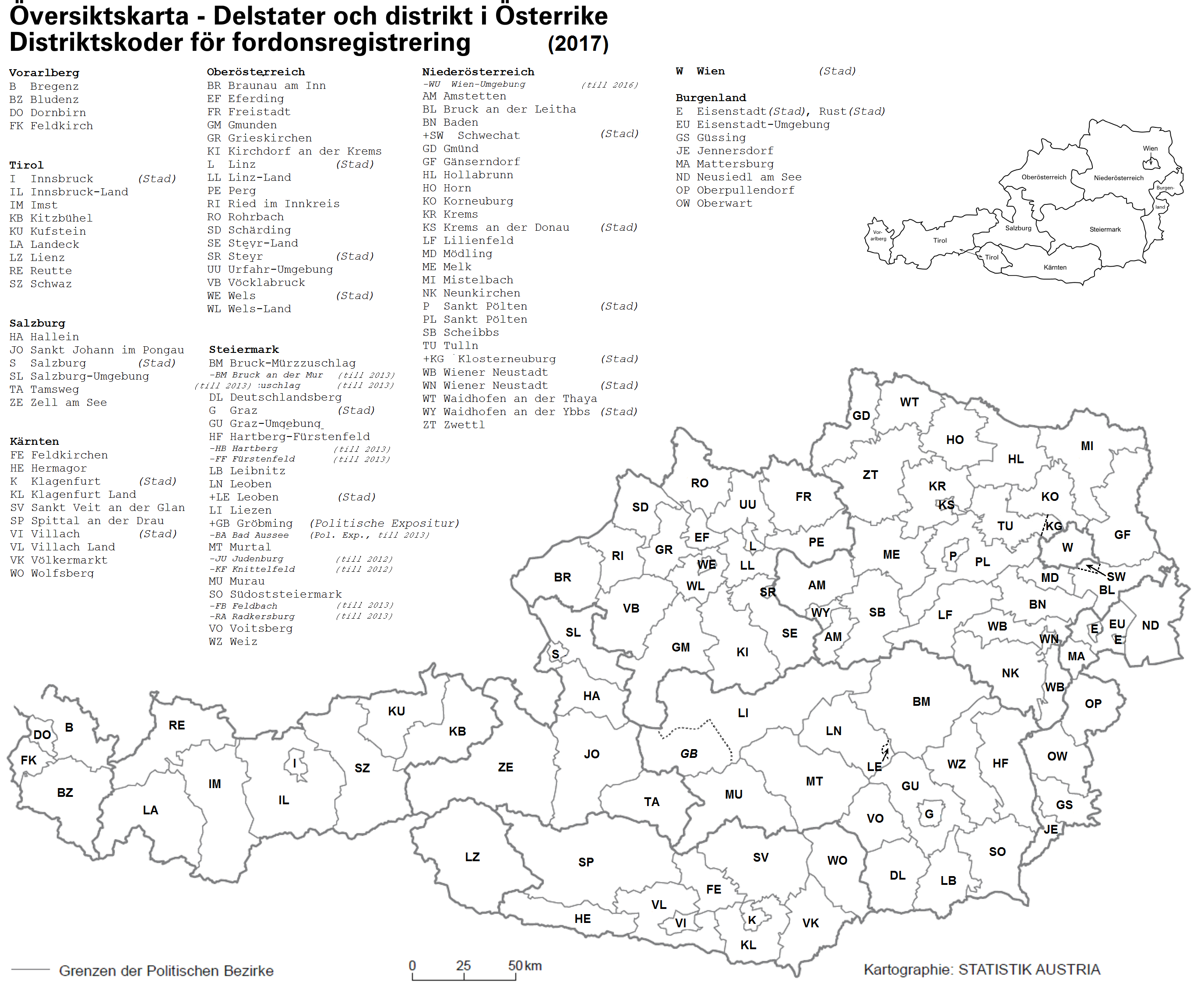
Österrikes förbundsländer och distrikt med distriktskoder för fordonsregistrering (2017)

| Distriktskod | Distrikt                       | Förbundsland     |              |
| ------------ | ------------------------------ | ---------------- | ------------ |
| AM           | Amstetten                      | Niederösterreich |              |
| B            | Bregenz                        | Vorarlberg       |              |
| BA           | Bad Aussee1                    | Steiermark       | till 2012    |
| BL           | Bruck an der Leitha            | Niederösterreich |              |
| BM           | Bruck an der Mur               | Steiermark       | till 2012    |
| BM           | Bruck-Mürzzuschlag             | Steiermark       | från 2013    |
| BN           | Baden bei Wien                 | Niederösterreich |              |
| BR           | Braunau                        | Oberösterreich   |              |
| BZ           | Bludenz                        | Vorarlberg       |              |
| DL           | Deutschlandsberg               | Steiermark       |              |
| DO           | Dornbirn                       | Vorarlberg       |              |
| E            | Eisenstadt (stad); Rust (stad) | Burgenland       | 2            |
| EF           | Eferding                       | Oberösterreich   |              |
| EU           | Eisenstadt-Umgebung            | Burgenland       |              |
| FB           | Feldbach                       | Steiermark       | till 2012    |
| FE           | Feldkirchen                    | Kärnten          |              |
| FF           | Fürstenfeld                    | Steiermark       | till 2012    |
| FK           | Feldkirch                      | Vorarlberg       |              |
| FR           | Freistadt                      | Oberösterreich   |              |
| G            | Graz (stad)                    | Steiermark       |              |
| GB           | Gröbming                       | Steiermark       | 1            |
| GD           | Gmünd                          | Niederösterreich |              |
| GF           | Gänserndorf                    | Niederösterreich |              |
| GM           | Gmunden                        | Oberösterreich   |              |
| GR           | Grieskirchen                   | Oberösterreich   |              |
| GS           | Güssing                        | Burgenland       |              |
| GU           | Graz-Umgebung                  | Steiermark       |              |
| HA           | Hallein                        | Salzburg         | (Tennengau)3 |
| HB           | Hartberg                       | Steiermark       | till 2012    |
| HE           | Hermagor                       | Kärnten          |              |
| HF           | Hartberg-Fürstenfeld           | Steiermark       | från 2012    |
| HL           | Hollabrunn                     | Niederösterreich |              |
| HO           | Horn                           | Niederösterreich |              |
| I            | Innsbruck (stad)               | Tirol            |              |
| IL           | Innsbruck-Land                 | Tirol            |              |
| IM           | Imst                           | Tirol            |              |
| JE           | Jennersdorf                    | Burgenland       |              |
| JO           | St. Johann im Pongau           | Salzburg         | (Pongau)3    |
| JU           | Judenburg                      | Steiermark       | till 20116   |
| K            | Klagenfurt (stad)              | Kärnten          |              |
| KB           | Kitzbühel                      | Tirol            |              |
| KF           | Knittelfeld                    | Steiermark       | till 20116   |
| KG           | Klosterneuburg (stad)          | Niederösterreich |              |
| KI           | Kirchdorf an der Krems         | Oberösterreich   |              |
| KL           | Klagenfurt-Land                | Kärnten          |              |
| KO           | Korneuburg                     | Niederösterreich |              |
| KR           | Krems an der Donau             | Niederösterreich |              |
| KS           | Krems an der Donau (stad)      | Niederösterreich |              |
| KU           | Kufstein                       | Tirol            |              |
| L            | Linz (stad)                    | Oberösterreich   |              |
| LA           | Landeck                        | Tirol            |              |
| LB           | Leibnitz                       | Steiermark       |              |
| LE           | Leoben (stad)                  | Steiermark       |              |
| LF           | Lilienfeld                     | Niederösterreich |              |
| LI           | Liezen                         | Steiermark       |              |
| LL           | Linz-Land                      | Oberösterreich   |              |
| LN           | Leoben                         | Steiermark       |              |
| LZ           | Lienz                          | Tirol            |              |
| MA           | Mattersburg                    | Burgenland       |              |
| ME           | Melk                           | Niederösterreich |              |
| MD           | Mödling                        | Niederösterreich |              |
| MI           | Mistelbach                     | Niederösterreich |              |
| MT           | Murtal                         | Steiermark       | från 2012    |
| MU           | Murau                          | Steiermark       |              |
| MZ           | Mürzzuschlag                   | Steiermark       | till 2012    |
| ND           | Neusiedl am See                | Burgenland       |              |
| NK           | Neunkirchen                    | Niederösterreich |              |
| OP           | Oberpullendorf                 | Burgenland       |              |
| OW           | Oberwart                       | Burgenland       |              |
| P            | St. Pölten (stad)              | Niederösterreich |              |
| PE           | Perg                           | Oberösterreich   |              |
| PL           | St. Pölten                     | Niederösterreich |              |
| RA           | Bad Radkersburg                | Steiermark       | till 2012    |
| RE           | Reutte                         | Tirol            |              |
| RI           | Ried im Innkreis               | Oberösterreich   |              |
| RO           | Rohrbach                       | Oberösterreich   |              |
| S            | Salzburg (stad)                | Salzburg         | 3            |
| SB           | Scheibbs                       | Niederösterreich |              |
| SD           | Schärding                      | Oberösterreich   |              |
| SE           | Steyr-Land                     | Oberösterreich   |              |
| SL           | Salzburg-Umgebung              | Salzburg         | (Flachgau)3  |
| SO           | Südoststeiermark               | Steiermark       | från 2012    |
| SP           | Spittal an der Drau            | Kärnten          |              |
| SR           | Steyr (stad)                   | Oberösterreich   |              |
| SV           | Sankt Veit an der Glan         | Kärnten          |              |
| SW           | Schwechat (stad)               | Niederösterreich |              |
| SZ           | Schwaz                         | Tirol            |              |
| TA           | Tamsweg                        | Salzburg         | (Lungau)3    |
| TU           | Tulln                          | Niederösterreich |              |
| UU           | Urfahr-Umgebung                | Oberösterreich   |              |
| VB           | Vöcklabruck                    | Oberösterreich   |              |
| VI (stad)    | Villach                        | Kärnten          |              |
| VK           | Völkermarkt                    | Kärnten          |              |
| VL           | Villach-Land                   | Kärnten          |              |
| VO           | Voitsberg                      | Steiermark       |              |
| W (stad)     | Wien                           | Wien             | 4            |
| WB           | Wiener Neustadt                | Niederösterreich | 5            |
| WE           | Wels (stad)                    | Oberösterreich   |              |
| WL           | Wels-Land                      | Oberösterreich   |              |
| WN           | Wiener Neustadt                | Niederösterreich |              |
| WO           | Wolfsberg                      | Kärnten          |              |
| WT           | Waidhofen an der Thaya         | Niederösterreich |              |
| WU           | Wien-Umgebung                  | Niederösterreich | till 2016    |
| WY (stad)    | Waidhofen an der Ybbs          | Niederösterreich |              |
| WZ           | Weiz                           | Steiermark       |              |
| ZE           | Zell am See                    | Salzburg         | (Pinzgau)3   |
| ZT           | Zwettl                         | Niederösterreich |              |

1 Bad Aussee (BA) och Gröbming (GB) är lokala distriktskontor i stordistriktet Liezen men inga självständiga distrikt.

2 Distriktskoden E används både för staden Eisenstadt och den närbelägna staden Rust.

3 Distrikten i förbundslandet Salzburg överensstämmer med förbundslandets historiska landskap Flachgau, Lungau, Tennengau, Pongau, Pinzgau och Salzburg (stad). Ändå är distriktskoder för registreringsskyltarna förkortningar för distrikts-/landskapshuvudorternas namn.

4 Förbundshuvudstaden Wien har en speciell status (stadskommun som även är ett förbundsland) och är indelat i 23 distrikt men hela staden har registreringskoden W.

5 Distriktskoden WB för distriktet Wiener Neustadt utvecklades ur begreppet "Wiener Neustadt (Bezirk)" (Distriktet Wiener Neustadt) eftersom WL reserverades för Wels-Land och distriktskoder med tre bokstäver (WNL) som i Tyskland inte är möjliga i Österrike.
Vissa statliga myndighet och verk har egna registreringsskyltar som är oberoende av registreringsdistrikten. De börjar med två bokstäver, sedan följer Österrikes statsvapnet och ett registreringsnummer löpande från 1 till 99999. Beroende på fordonets ålder finns sådana skyltar både utan och med EU-märket.

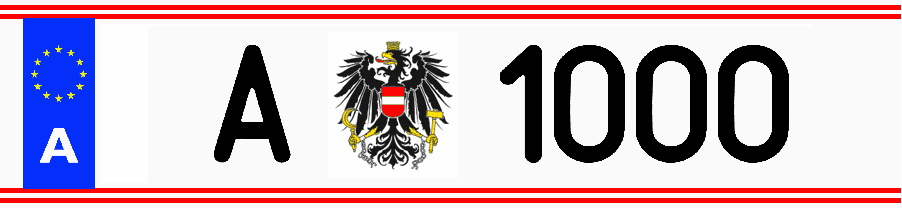
Förbundspresident

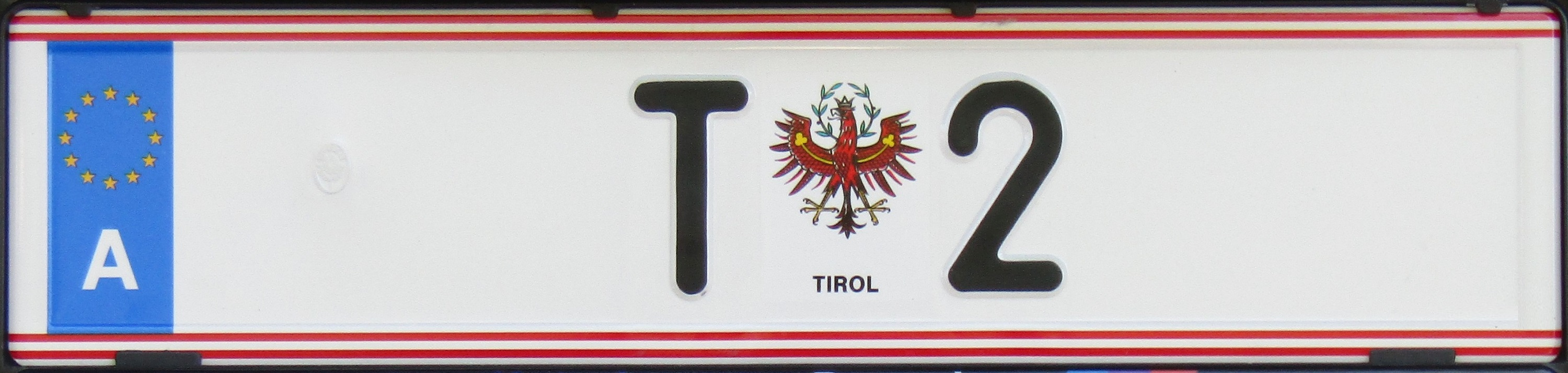
Guvernörens vice ordförande (T = Tirol)

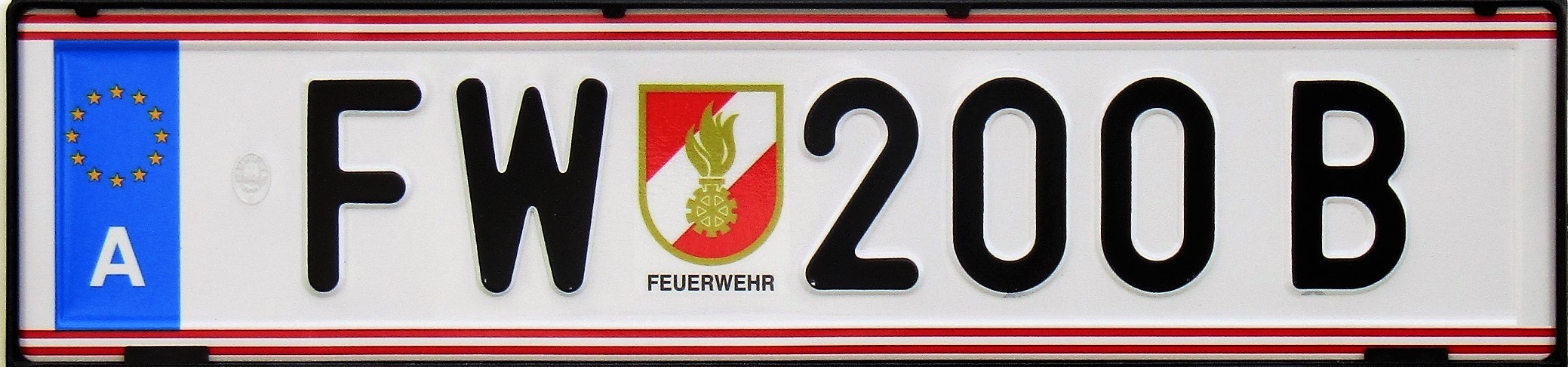
Brandkår (B = Bregenz)

Det finns följande myndigheter med egna registreringsskyltar:
- A = Republikens högsta organ (Förbundspresident, minister, domstolspresident, ...)
- BH = Bundesheer (Förbundsarmén, Österrikes Försvarsmakt)
- BP = Bundespolizei (Polis)
- FV = Finanzverwaltung (Skatte- och tullverket)
- FW = Feuerwehr (Brandkår)
- JW = Justizwache (Justitieverket, Kriminalvården)

Registreringsskyltar för polisfordon (BP) har sedan 2005 alltid fem siffror (BP 10000 − BP 99999).
Den första siffran anger då förbundslandspolisstyrelsen i alfabetisk ordning som fordonet tillhör:
- BP 1.... = Burgenland
- BP 2.... = Kärnten
- BP 3.... = Niederösterreich
- BP 4.... = Oberösterreich
- BP 5.... = Salzburg
- BP 6.... = Steiermark
- BP 7.... = Tirol
- BP 8.... = Vorarlberg
- BP 9.... = Wien

Polisfordon som först registrerades före 2005 fick skyltar med mindre än fem siffror och registrerades i löpande form (BP 1, BP 2 osv) runtom Österrike utan förbundslandsbeteckning.
Endast på äldre fordon finns fortfarande följande myndighetsbokstäver:
- BD = Busdienst (Postens diligenstrafik, avskaffades under 1990-talet men under vissa förutsättningar tilldelades BD-skyltar fram till 2000-talet till bussföretag som övertog de gamla postbusslinjer)
- BG = Bundesgendarmerie (Landspolis - fram till 2005 hade Österrike två olika polismyndigheter: "Polizei" i städerna och "Gendarmerie" på landet. I året 2005 sammanslogs båda myndigheterna som numera heter endast "Polizei". Polisfordon som tillhörde Gendarmerie och registrerades före 2005 fick behålla BG-skyltarna.

Några myndighetsskyltar har avskaffats:
- BB = Bundesbahn (Förbundets Statliga Järnvägar, avskaffades med liberaliseringen under 1990-talet. Numera registreras bilar som tillhör ÖBB Infrastruktur AG (jämförbart med Banverket i Sverige) med vanliga skyltar från Wien i formatet W 1000 BB till W 9999 BB.
- PT = Post- und Telegraphenverwaltung (Post- och televerket, avskaffades med liberaliseringen under 1990-talet).

## Registreringsskyltar före 1990
Till och med 1989 hade österrikiska registreringsskyltar svart botten och vita tecken. De bestod av en förkortning för förbundslandet och ett löpande registreringsnummer. Distrikten kodades i registreringsnumren.
Förbundslandskoder var följande:
- B = Burgenland
- K = Kärnten
- N = Niederösterreich
- O- = Oberösterreich
- S = Salzburg
- St= Steiermark
- V = Vorarlberg
- W = Wien

Exempel för distriktskodering:

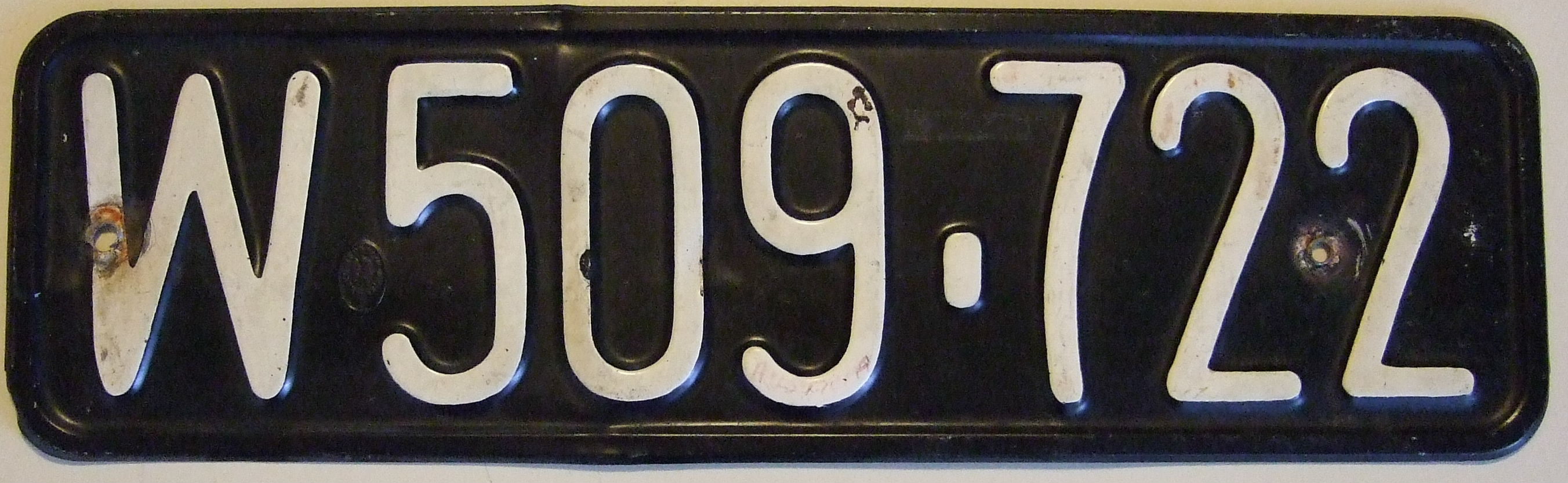
Gammal registreringsskylt från Wien (W) i stilen som användes 1930−1938 och 1947−1989. Denna skylt utfärdades under 1970-talet.

Registreringsnumret O-124.000 var ett registreringsnummer från distriktet Grieskirchen i förbundslandet Oberösterreich (nuvarande distriktskod: GR). Bokstaven O- stod för förbundslandet Oberösterreich och siffran 4 med en föregående jämn siffra (2; även 0, 4, 6 och 8) var koden för Grieskirchendistriktet.
Om det var en ojämn siffra (1, 3, 5, 7 eller 9) före fyran (till exempel O-114.000) var det ett registreringsnummer från distriktet Wels-Land (nuvarande kod: WL).
Varje förbundsland hade sina egna distriktskoder och nummerserier som gjorde systemet väldigt komplicerat.
I många distrikt räckte nummerserierna inte till och under 1970- och 1980-talet tillkom registreringsskyltar med en bokstav efter punkten, till exempel St 303.E40. Detta ansågs att vara en tillfällig problemlösning och införandet av ett helt nytt system diskuterades redan under 1970-talet.
Det nya systemet med vita registreringsskyltar förbereddes under åren 1988 och 1989 och de första vita skyltarna utfärdades försöksvis av distriktsnämnden i Kufstein (KU) i förbundslandet Tirol den 15 november 1989. Därefter blev det nya systemet reguljärt för hela Österrike från och med den 2 januari 1990.
I Wien fanns ingen distriktskodning utan registreringsskyltarna utfärdades löpande från W 1 till W 999.999. Storstäderna Linz (huvudstaden i förbundslandet Oberösterreich) och Graz (huvudstaden i förbundslandet Steiermark) ingick inte i nummerserierna med O respektive St utan hade egna skyltar med bokstäverna L respektive G.
Det fanns också nummerserier som reserverades av distriktsnämnderna för speciella fordonsägare, t.ex. de gamla stadsbussarna i Linz hade registreringsnumren från L 13.000 till L 13.999.
Fordon som tillhörde statliga myndigheter och verk var fram till 1967 Wien-skyltade och vissa nummerserier reserverades för sådana bilar. Till exempel hade fordon som tillhörde Bundesheer (försvarsmakten) skyltar i serierna W 150.000 − W 159.999. Staden Wien fick då problemet att många W-skyltar kunde inte tilldelas till privata fordonsägare. År 1967 infördes särskilda skyltar för statliga myndigheter och verk som bestod av två bokstäver och ett registreringsnummer (i princip) från 1 till 99.999, t.ex. BH 50.000 för ett försvarsfordon. De gamla W-skyltarna för myndigheter och verk tilldelades efter 1967 till privata fordonsägare.
De gamla skyltarna är fortfarande giltiga på fordon som registrerades före 1990. När det sker ett ägarbyte eller flyttning av fordonsägaren till ett annat distrikt utfärdas nya skyltar. Det är bara ett fåtal fordon som finns kvar med de gamla skyltarna.